# سمی کردن چاه
سمی کردن چاه یا مسموم کردن چاه (به انگلیسی: Well poisoning) عمل دستکاری بدخواهانه منابع آب آشامیدنی به منظور ایجاد بیماری یا مرگ یا جلوگیری از دسترسی حریف به منابع آب شیرین است.
سمی کردن چاه از نظر تاریخی به عنوان یک راهبرد در زمان جنگ از دوران باستان ثبت شده‌است و هم به صورت تهاجمی (به عنوان یک تاکتیک تروریستی برای برهم زدن و خالی کردن یک منطقه هدف) و هم در دفاع (به عنوان یک تاکتیک زمین سوخته برای انکار منابع آب تمیز برای ارتش مهاجم) استفاده می‌شد. جنازه پوسیده (هم جانور و هم انسان) که در چاه‌ها به پایین پرتاب می‌شد، رایج‌ترین اجرا بود. در یکی از نخستین نمونه‌های جنگ بیولوژیکی، اجساد شناخته شده در اثر بیماری‌های قابل سرایت رایج دوران پیشانوین مانند طاعون خیارکی یا سل به‌ویژه برای مسمومیت‌های خوب مورد توجه قرار گرفتند.
افزون بر این، مسموم کردن چاه یکی از سه اتهام ضدیهودی شدیدی بود که در دوران پیشانوین علیه یهودیان مطرح شد (دو مورد دیگر هتک حرمت میزبان و افترا به خون بود). اتهام‌های مشابهی نیز در مورد کره‌ایهای ساکن ژاپن در پی زلزله بزرگ کانتو در سال ۱۹۲۳ مطرح شد. در هر دو مورد، این اتهام هرگز ثابت نشد، اما سبب آزار و اذیت گسترده و قتل‌عام علیه گروه متهم شد.